# 페데리코 리치
페데리코 리치(이탈리아어: Federico Ricci, 1994년 5월 27일 ~ )는 현재 세리에 B의 클럽 레지나 1914에서 뛰는 이탈리아의 축구선수이다.